# 曲美乡
曲美乡（藏語：ཆུ་མིག་，威利转写：chu mig），是中华人民共和国西藏自治区日喀则市桑珠孜区下辖的一个乡镇级行政单位。

## 行政区划
曲美乡下辖以下地区：
夺仁村、拉圭村、桑珠普村、夏助村、那塘村、宗鲁古日村、德沃村、曲美村、达措村、切白村、仁庆林村、热丹林村、帕伦村、杰日村、拉琼村、边荣村、卡堆村和曲仲村。